# 전동기

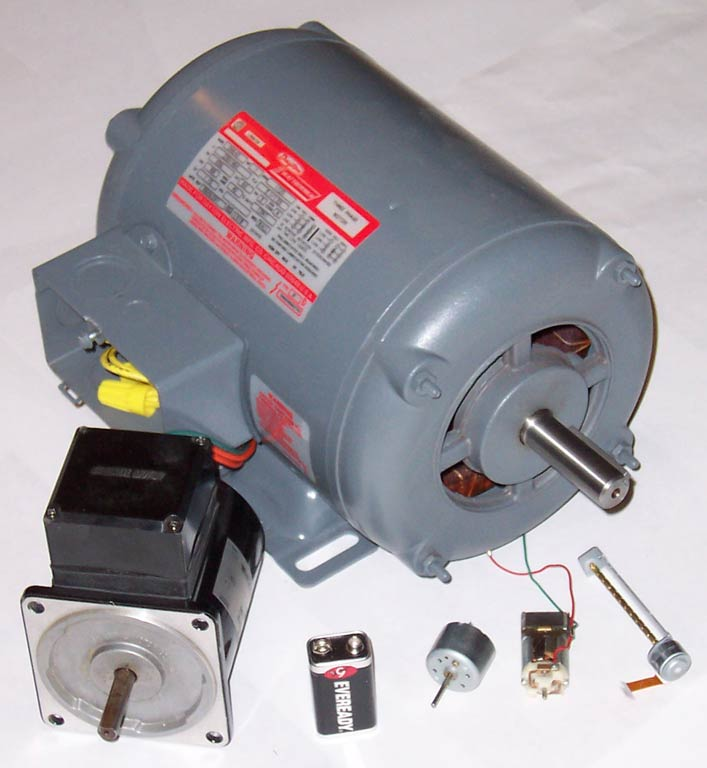
전동기

전동기(電動機, 영어: electric motor 일렉트릭 모터[*])는 '전류를 통과시키며 움직이는 장치'로, 전력을 이용하는 원동기다. 즉 전기에너지를 회전 에너지로 전환하는 기계다. 전동기의 축에 기계적 부하(돌림힘에 의해 작용하는 각종 기계)를 연결하여 운전하며, 전동기의 일률은 보통 킬로와트(kW) 또는 마력(HP＝0.75 kW)으로 표시한다.

## 원리
전류에서 돌림힘을 끌어내는 원리는 "자기장 속을 흐르는 전류에는 자기력이 작용한다"라는 것이며, 이 자기력의 방향은 자계와 전류 방향에 직각이 된다. 이 관계는 로런츠 힘으로 표시된다.
실제의 방법으로는 다음 두 가지가 있다.

### 직류전동기
첫째 방법은, 자계에 직각으로 코일을 놓고 전류를 흐르게 하는 것이다. 코일의 양쪽을 흐르는 전류가 반대 방향으로 흘러 돌림힘이 발생하므로 이것을 연속적으로 끌어낸다(직류전동기 등).

### 유도전동기
둘째 방법은 변화하는 자계 속에 도체를 두었을 때 전자기 유도의 법칙에 따라 도체에 전류가 흘러 먼저와 같은 원리로 돌림힘이 발생하는 것을 이용하는 것이다(유도전동기).
두 방법 모두 발생하는 힘은 자기장과 전류의 곱에 비례한다. 전동기에서 동력을 끌어내는 방법은 간단히 발전기를 거꾸로 가동하는 것이다. 실제로 전동기는 1873년의 빈의 박람회에서 정지하고 있는 발전기(그람의 발전기)의 전류를 끌어내는 단자(端子)에 전류가 흐르는 도선을 잘못 연결했다가 이 발전기가 돌아간 사실을 계기로 개발된 것이다. 

## 용도
전동기는 목적에 따라 여러 가지 성질의 동력 장치를 만들 수 있고, 다른 원동기에 비해 가볍고 소음이 덜하며 소형이다. 또 고장이 적고 유지보수가 간단하며 기동, 정지가 쉽다. 그리고 전력은 전선을 가설할 수 있는 곳에는 수송이 가능하며, 필요한 양을 끌어내어 사용할 수 있는 이점이 있다. 그런 까닭에 예를 들어 증기 기관차는 노면전차(路面電車)나 전기 동력분산식 열차와 전기 기관차로 바뀌고 배기 가스가 없는 이점으로 지하철이 전기철도를 쓰는 것으로 바뀌었다. 더 나아가 고속철도가 개발되었다. 그리고 가정 전화(電化) 제품으로 쓰여 가사의 방법들을 일변시키게 되었다. 또 소형이고 간단히 장치할 수 있을 뿐 아니라 고속으로 회전하면서 그 성능도 안정성이 있고 고성능 기계를 만들 수 있게 되어 생산의 기계화 및 자동화를 촉진시켰다. 이런 이유로 이제는 석탄이나 석유, 가스, 원자력, 수력으로써 공급되는 1차 에너지의 대다수는 일단 전기 에너지로 바뀐 다음 급전망을 통해서 공장이나 가정으로 배전되며 거기서 필요한 형태의 동력으로 변환되고 있다.

## 같이 보기
- 발전기
- 엔진

## 참조
1. ↑  전동기, 《글로벌 세계 대백과》